# Stepčići
Stepčići – wieś w Chorwacji, w żupanii istryjskiej, w gminie Kršan. W 2011 roku liczyła 40 mieszkańców.